# Affection
Affection – szósty album amerykańskiej wokalistki pop Jody Watley. Płyta została wydana w lipcu 1995. Piosenkarka nagrała ją w założonej przez siebie wytwórni płytowej Avitone Records.

## Utwory
1. The Beat Don't Stop
2. Affection
3. (We Gotta Be) Together
4. Way, Pts. 1 & 2
5. Pride and Joy
6. All Night Love Affair
7. Stay
8. Faithful
9. I Care for You
10. Looking for a New Love